# ビトー・ヒベイロ
ビトー・"シャオリン"・ヒベイロ（Vítor "Shaolin" Ribeiro、1978年11月2日 - ）は、ブラジルの男性柔術家、総合格闘家。リオデジャネイロ州リオデジャネイロ出身。ノヴァウニオン所属。ブラジリアン柔術四段。元Cage Rage世界ライト級王者。元修斗世界ライト級王者。
ブラジリアン柔術の強豪でもあり、その実績から「柔術皇帝」の異名を持つ。レオナルド・サントス、マーシオ・フェイトーザ、レオナルド・ヴィエイラと並び、黄金のレーヴィ級四天王の1人と呼ばれていた。アントニオ・ホドリゴ・ノゲイラをはじめ、多くの柔術家がベストの柔術家として名前をあげるほどの技術を持っている。

## 来歴
1999年12月11日、VALE TUDO JAPAN '99に、シークレットマッチ（ブラジリアン柔術ルール）として組まれた中井祐樹戦を行うために初来日。10-0でポイント勝ち。
2002年12月14日、修斗で川尻達也と対戦し、判定勝ち。
2003年5月、アブダビコンバット77kg未満級に出場。準決勝でマルセロ・ガッシアにバックからのチョークスリーパーで失神させられ一本負け。
2003年12月14日、修斗世界ウェルター級（-70kg）チャンピオンシップでヨアキム・ハンセンと対戦し、肩固めで一本勝ちを収め王座獲得に成功した。
2004年7月9日、修斗で石田光洋と対戦し、判定勝ち。
2004年12月14日、修斗世界ウェルター級チャンピオンシップで川尻達也と再戦し、パウンドでTKO負けを喫し王座陥落した。

### Cage Rage
2005年9月10日、Cage Rage初参戦となったCage Rage 13の世界ライト級タイトルマッチでジーン・シウバと対戦し、肩固めで一本勝ちを収め王座獲得に成功した。
2006年2月4日、初参戦となったMARSで光岡映二と対戦し、判定勝ち。
2006年9月30日、Cage Rage 18の世界ライト級タイトルマッチで英国王者アブドゥル・モハメッドと対戦し、チキンウィングアームロックで一本勝ちを収め初防衛に成功した。
2006年12月9日、Cage Rage 19の世界ライト級タイトルマッチで中村大介と対戦し、ストレートアームバーで一本勝ちを収め2度目の防衛に成功した。

### HERO'S
2007年3月12日、初参戦となったHERO'Sで上山龍紀と対戦し、腕ひしぎ三角固め（腕ひしぎ裏三角固め、HERO'Sの公式記録は腕ひしぎ十字固め）で一本勝ち。
2007年7月16日、HERO'S ミドル級（-70kg）王者決定トーナメント1回戦で宮田和幸と対戦し、肩固めで一本勝ち。
2007年9月17日、HERO'S 2007 ミドル級世界王者決定トーナメント準決勝でJ.Z.カルバンと対戦し、パウンドでTKO負けを喫した。

### DREAM
2008年のDREAMライト級グランプリに出場予定であったが、カルバン戦での目の負傷により出場できなかった。
2009年4月5日、1年7か月ぶりの復帰戦となったDREAM.8で永田克彦と対戦し、グラウンドの膝蹴りで永田の右こめこみをカットさせドクターストップでTKO勝ちを収めた。
2009年7月20日、DREAM.10で青木真也と対戦。スタンドでの攻防で劣勢となり、判定負け。試合後、判定基準への不満と、青木の戦法への不満を漏らした。

### Strikeforce
2010年5月15日、Strikeforce初参戦となったStrikeforce: Heavy Artilleryでライル・ビアボームと対戦し、1-2の判定負け。試合後には結果に納得がいかずミズーリ州アスレチック・コミッションを提訴したが裁定は覆らなかった。
2010年11月19日、Strikeforce Challengers 12でジャスティン・ウィルコックスと対戦し、0-3の判定負けを喫した。
2013年8月9日、総合格闘技からの引退を表明。引退後はニュージャージー州アスレチック・コントロール・ボードでレフェリーのライセンスを取得した。

## 人物・エピソード
- 背中に「ヴィトー・ヒベイルー」とカタカナで刺青を彫っている。カタカナとしては「ヒベイロ」と書くべきなのだが、彫師のミスでこうなった。これを指摘されて、シャオリンはがっかりしたという。
- 数年前、ノヴァウニオンJAPANよりポルトガル語の発音では「ヒベイル」となるのでそのように表記してほしいとマスコミ各社に通達があったが、ノヴァウニオンJAPANのサイトでは「ヒベイロ」となっている。

## 戦績

### 総合格闘技
| 総合格闘技 戦績 | 総合格闘技 戦績 | 総合格闘技 戦績 | 総合格闘技 戦績 | 総合格闘技 戦績 | 総合格闘技 戦績 | 総合格闘技 戦績 |
| --------------- | --------------- | --------------- | --------------- | --------------- | --------------- | --------------- |
| 25 試合         | (T)KO           | 一本            | 判定            | その他          | 引き分け        | 無効試合        |
| 20 勝           | 2               | 12              | 6               | 0               | 0               | 0               |
| 5 敗            | 2               | 0               | 3               | 0               | 0               | 0               |

| 勝敗 | 対戦相手                     | 試合結果                           | 大会名                                                                             | 開催年月日     |
| ×    | ジャスティン・ウィルコックス | 5分3R終了 判定0-3                  | Strikeforce Challengers 12                                                         | 2010年11月19日 |
| ×    | ライル・ビアボーム           | 5分3R終了 判定1-2                  | Strikeforce: Heavy Artillery                                                       | 2010年5月15日  |
| ×    | 青木真也                     | 2R（10分/5分）終了 判定0-3         | DREAM.10 ウェルター級グランプリ2009 決勝戦                                         | 2009年7月20日  |
| ○    | 永田克彦                     | 1R 7:58 TKO（ドクターストップ）    | DREAM.8 ウェルター級グランプリ2009 開幕戦                                          | 2009年4月5日   |
| ×    | J.Z.カルバン                 | 1R 0:35 TKO（パウンド）            | HERO'S 2007 ミドル級世界王者決定トーナメント決勝戦 【ミドル級トーナメント 準決勝】 | 2007年9月17日  |
| ○    | 宮田和幸                     | 2R 1:54 肩固め                     | HERO'S 2007 ミドル級世界王者決定トーナメント開幕戦 【ミドル級トーナメント 1回戦】  | 2007年7月16日  |
| ○    | 上山龍紀                     | 1R 1:48 腕ひしぎ三角固め           | HERO'S 2007 開幕戦 〜名古屋初上陸〜                                                | 2007年3月12日  |
| ○    | 中村大介                     | 1R 3:55 ストレートアームバー       | Cage Rage 19: Fearless 【Cage Rage世界ライト級タイトルマッチ】                     | 2006年12月9日  |
| ○    | アブドゥル・モハメッド       | 1R 4:27 チキンウィングアームロック | Cage Rage 18: Battleground 【Cage Rage世界ライト級タイトルマッチ】                 | 2006年9月30日  |
| ○    | クリス・ブレナン             | 2R 3:25 ギブアップ（目の負傷）     | Gracie FC: Team Gracie vs. Team Hammer House                                       | 2006年3月3日   |
| ○    | 光岡映二                     | 5分3R終了 判定3-0                  | MARS in 有明                                                                       | 2006年2月4日   |
| ○    | ジーン・シウバ               | 2R 4:18 肩固め                     | Cage Rage 13: No Fear 【Cage Rage世界ライト級タイトルマッチ】                      | 2005年9月10日  |
| ○    | ジェラルド・ストレベント     | 1R 1:13 フロントチョーク           | Cage Rage 12: The Real Deal                                                        | 2005年7月2日   |
| ○    | 加藤鉄史                     | 3R 2:32 肩固め                     | Rumble on the Rock 7                                                               | 2005年5月7日   |
| ×    | 川尻達也                     | 2R 3:11 TKO（パウンド）            | 修斗 15th Anniversary 【修斗世界ウェルター級チャンピオンシップ】                   | 2004年12月14日 |
| ○    | 石田光洋                     | 5分3R終了 判定3-0                  | Shooto Hawaii: Soljah Fight Night                                                  | 2004年7月9日   |
| ○    | ヨアキム・ハンセン           | 2R 2:27 肩固め                     | 修斗 【修斗世界ウェルター級チャンピオンシップ】                                    | 2003年12月14日 |
| ○    | アイヴァン・メンジバー       | 5分3R終了 判定3-0                  | Absolute Fighting Championships 4                                                  | 2003年7月9日   |
| ○    | 雷暗暴                       | 5分3R終了 判定3-0                  | 修斗                                                                               | 2003年5月4日   |
| ○    | 川尻達也                     | 5分3R終了 判定3-0                  | 修斗                                                                               | 2002年12月14日 |
| ○    | エディ・ヤギン               | 2R 2:23 肩固め                     | WFA 3: Level 3                                                                     | 2002年11月23日 |
| ○    | 鶴屋浩                       | 5分3R終了 判定3-0                  | 修斗 TREASURE HUNT 10                                                              | 2002年9月16日  |
| ○    | ジョー・ハーリー             | 2R 1:19 肩固め                     | WFA 2: Level 2                                                                     | 2002年7月5日   |
| ○    | 中山巧                       | 2R 0:51 肩固め                     | HOOKnSHOOT: Relentless                                                             | 2002年5月25日  |
| ○    | チャーリー・コーラー         | 1R 3:50 TKO（ドクターストップ）    | World Fighting Alliance 1                                                          | 2001年11月3日  |

### グラップリング
| 勝敗 | 対戦相手           | 試合結果              | 大会名                                         | 開催年月日     |
| ○    | クリス・ブラウン   | 判定                  | ADCC 2003 【77kg未満級 3位決定戦】             | 2003年5月17日  |
| ×    | マルセロ・ガッシア | チョークスリーパー    | ADCC 2003 【77kg未満級 準決勝】                | 2003年5月17日  |
| ○    | 中井祐樹           | 10分終了 ポイント0-10 | VALE TUDO JAPAN '99 【ブラジリアン柔術ルール】 | 1999年12月11日 |

## 獲得タイトル

### 総合格闘技
- 第7代修斗世界ウェルター級王座（2003年）
- 第3代Cage Rage世界ライト級王座（2005年）

### ブラジリアン柔術
- 世界柔術選手権 黒帯ペナ級（-67kg） 準優勝（1997年）
- 世界柔術選手権 黒帯レーヴィ級（-73kg） 優勝（1999年）
- 世界柔術選手権 黒帯レーヴィ級 優勝（2000年）
- 世界柔術選手権 黒帯メジオ級（-79kg） 優勝（2001年）
- ブラジル柔術選手権 黒帯ペナ級 優勝（1998年）
- ブラジル柔術選手権 黒帯レーヴィ級 準優勝（1999年）
- パンアメリカン柔術選手権 黒帯レーヴィ級 準優勝（1998年）

### その他
- リオデジャネイロレスリング選手権 フリースタイル70kg級 優勝（2000年）
- 第5回アブダビコンバット 77kg未満級 3位（2003年）